# Cortes Portuguesas
Cortes de Portugal es el nombre de la institución política que cumplía la función de representación estamental en el reino de Portugal durante la Baja Edad Media y el Antiguo Régimen, hasta las Cortes Constituyentes de 1820 o Cortes vintistas, que fueron el primer parlamento portugués contemporáneo.

## Historia
Las Cortes portuguesas eran convocadas y disueltas por el Rey de Portugal en el lugar que él mismo elegía. A veces se utilizó la expresión Cortes-Gerais ("Cortes Generales") para distinguir la reunión de los tres brazos o estamentos de las reuniones parciales de uno de ellos, para negociar asuntos que no afectaban a todos.
Desde el inicio de la monarquía portuguesa se había reunido la Curia Regis (asamblea consultiva de nobles laicos y eclesiásticos, y los maestres de las órdenes militares) para tratar asuntos de Estado. Esta práctica era heredada de las asambleas del reino visigodo de Toledo; pero durante el siglo XIII, el creciente peso de las ciudades y sus milicias las hicieron ganar el derecho a participar en tales reuniones. Las Cortes reunidas en Leiría en 1254 por Alfonso III de Portugal son las primeras históricamente conocidas que incluyeron representantes de las ciudades. Lo mismo había ocurrido en el vecino reino de León (del que Portugal fue inicialmente condado) un siglo antes (Cortes de León de 1188), poco después de la secesión portuguesa).
Inicialmente los reyes convocaron Cortes sólo en ocasiones extraordinarias; pero con el tiempo se convocaron con gran frecuencia y con todo tipo de motivos, como la introducción de nuevos impuestos, el cambio de leyes fundamentales, el anuncio de alteraciones significativas de la política exterior (como la ratificación de tratados), o la sucesión regia; todos ellos asuntos en los que el asentimiento de los estamentos se consideraba necesario. Como nobleza y clero (los estamentos privilegiados) estaban exentos de pagar impuestos, una principal función de las Cortes era de interés especial únicamente de los representantes de la burguesía.  
Los procuradores no sólo se restringían a la consideración de las propuestas del rey, sino que a su vez también usaban la convocatoria de Cortes para realizar peticiones al Consejo Real sobre todo tipo de materias, como la extensión y confirmación de privilegios, el castigo de los funcionarios de conducta impropia, el control de precios, la acuñación de moneda, los problemas en torno a la minoría judía, etc. La respuesta regia a estas peticiones se plasmaba en la redacción de ordenanzas y estatos, lo que daba a las Cortes funciones prácticamente legislativas. Las peticiones se denominaron inicialmente aggravamentos (quejas), luego artigos (artículos) y por último capitulos (capítulos). En las Cortes-Gerais, las peticiones se discutían y votaban separadamente por brazos, y se requería la aprobación de dos brazos para poder pasarlas al Consejo Real. Las propuestas estaban sujetas al veto regio, lo que significaba que el rey tenía como prerrogativa su aceptación o rechazo, pero no su modificación. Una vez sancionadas por el rey, se convertían en ley.

## Cortes por reinado, año y lugar de reunión
Alfonso I (1139–1185)
- 1143 - Cortes de Lamego (legendarias) - se dice que establecieron las leyes sucesorias del trono.

Sancho I (1185–1211)
Alfonso II (1211–1223)
- 1211 - Cortes de Coímbra - estableció las Leis Gerais do Reino, protegió las propiedades del rey, estipuló medidas para administrar justicia y el derecho de los súbditos de obtener protección de los abusos de los funcionarios reales. Confirmó las donaciones que el anterior rey había hecho al clero.

Sancho II (1223–1248)
Alfonso III (1248–1279)
- 1254 - Cortes de Leiría - las primeras con representación de las ciudades

- 1256 - Cortes de Guimarães

- 1261 - Cortes de Guimarães - discutieron las alteraciones monetarias; permitieron al rey mantenerlas, pero le exigieron no hacer más en adelante.

- 1273 - Cortes de Santarém - se estudió la bula del papa Gregorio X ordenando la restauración de las propiedades y derechos de los obispos; las Cortes no encontraron nada censurable en lo hecho por el rey.

Denis (1279–1325)
- 1282 - Cortes de Évora

- 1283 - Cortes de Coímbra

- 1285 - Cortes de Lisboa - de nuevo estudiaron la demanda papal de restauración de los derechos episcopales; y de nuevo rechazaron la pretensión. Las Cortes requirieron la investigación de los abusos de los nobles, entre ellos las pretensiones de exención de impuestos.

- 1288 - Cortes de Guimarães - reiteraron la petición de investigar los títulos nobiliarios.

- 1289 - Cortes de Lisboa - ratificaron el concordato con el Papa Nicolás V sobre la cuestión episcopal.

- 1323 - Cortes de Lisboa

Alfonso IV (1325–1357)
- 1325 - Cortes de Évora

- 1331 - Cortes de Santarém

- 1334 - Cortes de Santarém

- 1335 - Cortes de Coímbra

- 1340 - Cortes de Santarém

- 1352 - Cortes de Lisboa

Pedro I (1357–1367)
- 1361 - Cortes de Elvas - negociaron un concordato con el cletro; protestaron los nombramientos reales de jueces electivos.

Fernando I (1367–1383)
- 1371 - Cortes de Lisboa

- 1372 - Cortes de Oporto

- 1372 - Cortes de Leiría

- 1373 - Cortes de Santarém

- 1375 - Cortes de Atouguia

- 1376 - Cortes de Leiría - reconocieron a Beatriz de Portugal como heredera del rey Fernando.

- 1380 - Cortes de Torres Novas

- 1383 - Cortes de Santarém

Juan I (1385–1433)
- 1385 - Cortes de Coímbra - aclamaron a Juan, Maestre de Avis, como rey Juan I de Portugal. Impusieron que el rey debía incluir representantes de las ciudades en el Consejo Real (a partir de ternas de nombres propuestos por las ciudades) y que no podría establecer impuestos o tributos, ni declarar guerras o paces sin consentimiento de las Cortes.

- 1386 - Cortes de Braga

- 1387 - Cortes de Coímbra

- 1387 - Cortes de Braga

- 1389 - Cortes de Lisboa

- 1390 - Cortes de Coímbra

- 1391 - Cortes de Évora

- 1391 - Cortes de Coímbra

- 1391 - Cortes de Viseu - reimpusieron el control de precios y las leyes laborales (corveas) suspendidas durante la crisis de los años 1380.

- 1394-95 - Cortes de Coímbra

- 1396 - Cortes de Santarém

- 1398 - Cortes de Coímbra - establecieron que todas las deudas, desde 1385, debían pagarse con moneda de contenido metálico idéntico al existente en el momento de haber firmado el contrato, y no con la moneda devaluada.

- 1398 - Cortes de Oporto

- 1399 - Cortes de Lisboa

- 1400 - Cortes de Coímbra

- 1401 - Cortes de Guimarães

- 1402 - Cortes de Santarém

- 1404 - Cortes de Lisboa

- 1406 - Cortes de Santarém

- 1408 - Cortes de Évora

- 1410 - Cortes de Lisboa

- 1412 - Cortes de Lisboa

- 1413 - Cortes de Lisboa

- 1414 - Cortes de Lisboa

- 1416 - Cortes de Estremoz

- 1417 - Cortes de Lisboa

- 1418 - Cortes de Santarém

- 1427 - Cortes de Lisboa - negociaron un segundo concordato con el clero, estableciendo límites a los privilegios eclesiásticos.

- 1430 - Cortes de Santarém

Eduardo (1433–1438)
- 1434 - Cortes de Santarém - revisaron extensamente las leyes del reino, introduciendo los capitulos gerais.

- 1435 - Cortes de Évora - ratificaron la Lei Mental, que establecía la primogenitura masculina en la herencia de los patrimonios feudales, que de otra manera deberán revertir a la corona.

- 1436 - Cortes de Évora - financiaron la expedición de Tánger (1437).

- 1437 - Cortes de Leiría - ratificaron el tratado con los mariníes de Marruecos, que preveía la devolución de Ceuta a cambio de la liberación del Príncipe Fernando el Santo, que estaba en su poder. El tratado no se cumplió.

Leonor de Aragón, (regente de Alfonso V), (1438–39)
- 1438 - Cortes de Torres Novas - revisaron el testamento del difunto Eduardo de Portugal y nombraron a  Leonor de Aragónregente del rey Alfonso V, en minoría de edad. Aprobó una ley por la que se requería que las cortes se convocaran anualmente (que de hecho no se cumplió).

- 1439 - Cortes de Lisboa - convocadas por el Condestable de Portugal Juan de Reguengos; eligieron a Pedro de Coímbra como regente.

Duque Pedro de Coímbra (regente de Alfonso V) (1439–48)
- 1441 - Cortes de Torres Novas

- 1442 - Cortes de Évora

- 1444 - Cortes de Évora

- 1446 - Cortes de Lisboa - Ordenanzas Afonsinas

Alfonso V (en mayoría de edad) (1448–1481)
- 1451 - Cortes de Santarém - las ciudades recordaron al rey, que había promulgado leyes sin intervención de las Cortes, que las leyes aprobadas por las Cortes sólo podían ser modificadas en Cortes.

- 1451 - Cortes de Lisboa

- 1455 - Cortes de Lisboa - las ciudades protestaron por el uso de cartas reales para eludir las restricciones impuestas en 1451.

- 1456 - Cortes de Lisboa

- 1459 - Cortes de Lisboa

- 1461 - Cortes de Évora

- 1465 - Cortes de Guarda

- 1468 - Cortes de Santarém

- 1471 - Cortes de Lisboa

- 1472-73 - Cortes de Coímbra

- 1475 - Cortes de Évora

- 1475 - Cortes de Arronches

- 1476 - Cortes de Lisboa

- 1477 - Cortes de Montemor-o-Novo

- 1477 - Cortes de Santarém

- 1478 - Cortes de Lisboa

Juan II (1481–1495)
- 1481 - Cortes de Évora

- 1483  - Cortes de Santarém

- 1490 - Cortes de Évora

Manuel I (1495–1521)
- 1495 - Cortes de Montemor-o-Novo - revisaron el testamento del difunto Juan II, invitaron a los exiliados a retornar y criticaron la propuesta de expedición a la India.

- 1498 - Cortes de Lisboa

- 1499 - Cortes de Lisboa

- 1502 - Cortes de Lisboa

Juan III (1521–1557)
- 1525 - Cortes de Torres Novas - requirieron al rey reunir Cortes al menos una vez cada diez años.

- 1535 - Cortes de Évora - declararon al Príncipe Manuel heredero de la corona (pero éste murió en 1537).

- 1544 - Cortes de Almeirim

Catalina de Austria  (regente de Sebastián) (1557–1562)
- 1562 - Cortes de Lisboa

Sebastián (en mayoría de edad) (1562–1578)
Enrique (1578–1580)
- 1579 - Cortes de Lisboa - convocadas por el Cardenal-Regente Enrique de Portugal para resolver el problema de la sucesión del difunto rey Sebastián.

- 1580 - Cortes de Almeirim - retificaron el derecho de Enrique de nombrar a Felipe II de Castilla como sucesor. Las ciudades se opusieron.

Felipe I (II de Castilla) (1581–1598)
- 1581 - Cortes de Tomar - reconocieron a Felipe como rey de Portugal, fijando las condiciones (Unión Ibérica).

- 1583 - Cortes de Lisboa

Felipe II (III de Castilla) (1598–1621)
- 1619  - Cortes de Lisboa

Felipe III (IV de Castilla) (1621–1640)
Juan IV (1640–1656)
- 1641 - Cortes de Lisboa

- 1642 - Cortes de Lisboa

- 1645-46 - Cortes de Lisboa

- 1653 - Cortes de Lisboa

Luisa de Guzmán (regente de Alfonso VI) (1656–1662)
Alfonso VI (en mayoría de edad) (1662–1668)
- 1668 - Cortes de Lisboa - declararon incapaz a Alfonso VI y nombraron regente al Príncipe Pedro.

Príncipe Pedro (regente de Alfonso VI) (1668–1683)
- 1674 - Cortes de Lisboa

- 1679-80 - Cortes de Lisboa

Pedro II (como rey de propio derecho) (1683–1706)
- 1697-98 - Cortes de Lisboa, las últimas Cortes del Antiguo Régimen. Reconocieron al infante Juan (futuro Juan V) como heredero al trono.

## sigloXVIII
Los monarcas absolutos del siglo XVIII no convocaron Cortes: Juan V (1706–1750), José I (1750–1777), María I (1777–1816).

## Edad Contemporánea
Juan VI de Portugal (1816–1826) se vio obligado a consentir la reunión de las Cortes Constituyentes de 1820 tras la revolución liberal de Oporto. Miguel de Portugal (1828–34), tras la derogación de la Constitución, reunió unas Cortes bajo los criterios del Antiguo Régimen en 1828 en Lisboa, para que le reconocieran como único heredero legítimo de Juan VI.